# Мартинівка (Житомирський район)
Марти́нівка — село в Україні, у Житомирському районі Житомирської області.

## Історія
У 1906 році колонія Пулинської волості Житомирського повіту Волинської губернії. Відстань від повітового міста 30 верст, від волості 9. Дворів 44, мешканців 330.
До 1939 село Мартинівка існувало і обліковувалось як колонія.
Станом на 1923 рік у колонії Мартинівка налічувалось 76 дворів, у яких мешкало 464 людей.
З 1923 року колонія Мартинівка разом із колоніями Олексіївка (нині не існує), Рудня Пошта (нині не існує), Лодзянка (Лодзянівка) (нині не існує) та селом Лодзянка (нині не існує) підпорядковувалось Мартинівській сільській раді Пулинської волості Пулинського району Житомирської округи (з 1926 — Волинської округи) з центром в Мартинівці. Загальна чисельність населення на території, яка підпорядкована сільраді, у 1923 році становила 1299 людей..
В різні часи ХХ сторіччя село належало до різних районів. До Пулинського району — із 7 березня 1923 року. До Червоноармійського району — із 17 жовтня 1935 року. Із 30 грудня 1962 року — Новоград-Волинський район. Із 4 січня 1965 року — Житомирський район. Із 8 грудня 1966 — до Червоноармійського району. З 2020 року належить до Житомирського району.

## Населення

### Мова
Розподіл населення за рідною мовою за даними перепису 2001 року:
| Мова       | Кількість | Відсоток |
| ---------- | --------- | -------- |
| українська | 563       | 98.08%   |
| російська  | 10        | 1.75%    |
| румунська  | 1         | 0.17%    |
| Усього     | 574       | 100%     |

## Відомі люди
- Бурчак-Абрамович Микола Осипович (1902—1997) — радянський вчений-біолог.